# Ruys de Beerenbrouckstraat (Amsterdam)
De Ruys de Beerenbrouckstraat is een straat in de Amsterdamse wijk Geuzenveld. De straat is in 1956 opengesteld voor het verkeer en maakt onderdeel uit van de doorgaande rondweg Geuzenveld.
De straat ligt in het verlengde van de Antony Moddermanstraat en begint na Brug 627 bij het Eendrachtspark op de grens van Slotermeer en Geuzenveld. De straat loopt westwaarts en kruist de Dr. H. Colijnstraat en de vroegere Abraham Kuyperlaan waar een verbindingsweg met de Haarlemmerweg is. Het viaduct over de straat in de Abraham Kuyperlaan kwam halverwege de jaren tachtig pas gereed maar werd 10 jaar later alweer buiten gebruik gesteld en later afgebroken waarbij het dijklichaam werd afgegraven. Oorspronkelijk bevond zich tussen de straat en de Haarlemmerweg een breed talud met aan beide zijde opritten met een S-bocht. De oorspronkelijk gescheiden opritten werden vervangen door een enkele verbindingsweg. Daarna loopt de straat verder westwaarts en gaat met een bocht naar links over in de Aalbersestraat.

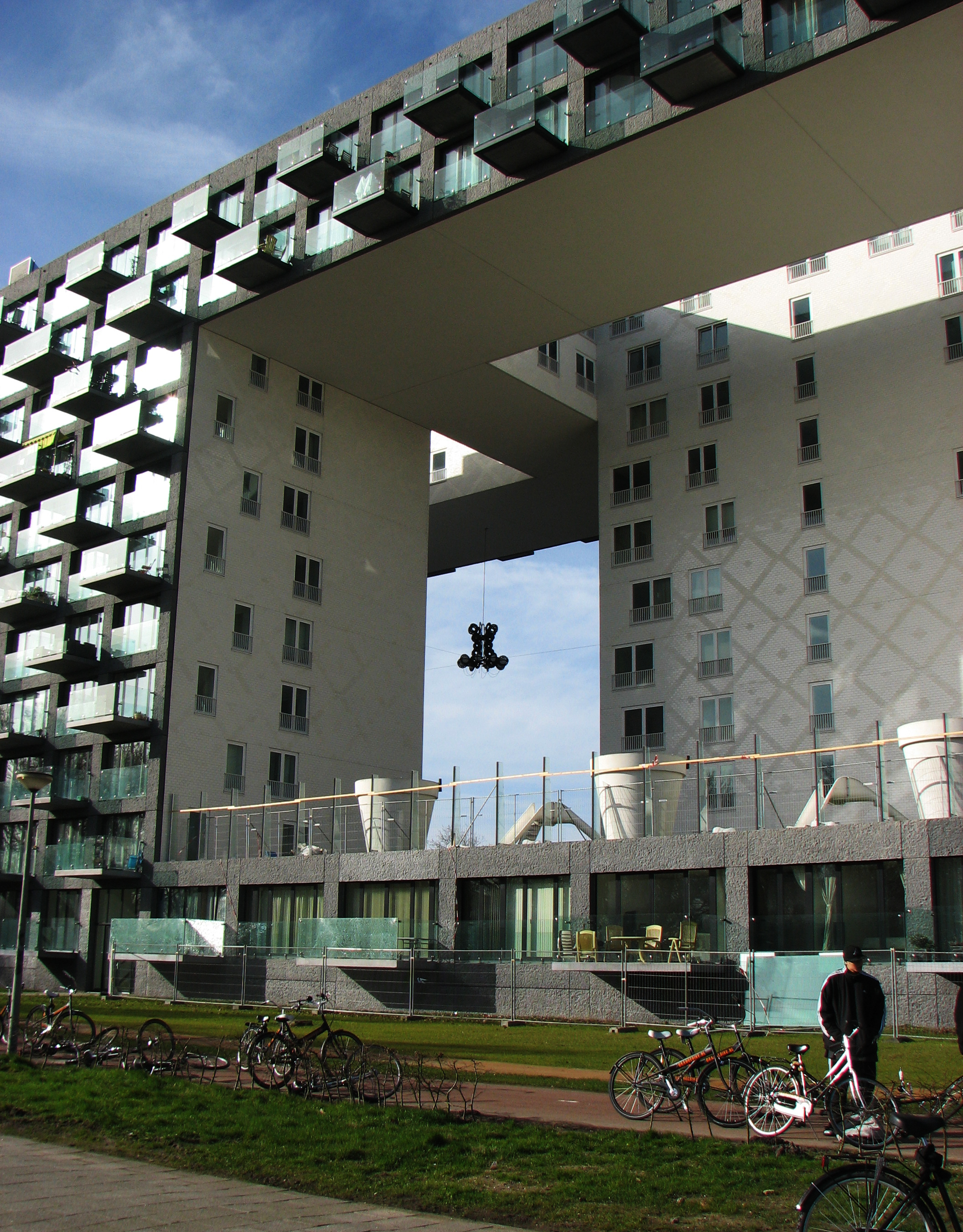
Het Parkrandgebouw bij het Eendrachtspark.

Een deel van de oorspronkelijke bebouwing aan de zuidzijde van de straat is de afgelopen jaren afgebroken en vervangen door nieuwbouw, zowel hoog- als laagbouw. Aan de rand van het Eendrachtspark verscheen een enorm woongebouw met de naam "Parkrand" op de plaats waar ooit drie blokken portiekflats haaks op het park stonden. Het gebouw heeft de vorm van een enorm stedelijk blok dat is uitgehold met grote gaten.
Ook het voormalige gebouw en parkeerterrein van het Centraal Bureau Rijvaardigheidsbewijzen dat aan de zuidzijde op de hoek met de Dr.H.Colijnstraat stond is verdwenen. Dit parkeerterrein werd ook gebruikt als festivalterrein, onder meer voor een optreden van de Amsterdamse popgroep Space 7 op Koninginnedag 1969. Na de komst van een nieuw gebouw voor het CBR is het gebouw nog enige tijd gebruikt voor opvang van vluchtelingen. Tegenwoordig bevindt zich op de plek het "Colijnhof", een appartementencomplex. Door de crisis in de bouw is echter niet alle voorziene nieuwbouw gerealiseerd. Een deel van de oorspronkelijk bebouwing is gerenoveerd waaronder ook de galerijflat waarin het verpleeghuis "Tabitha" gevestigd is. Vroeger bevond zich daar het "Coenhotel", een dependance van Hotel Slotania.
Aan de noordzijde van de straat bevindt zich voornamelijk de oorspronkelijke laagbouw behalve op de plaats van het afgegraven dijklichaam waar zich sinds 2001 nieuwbouw bevindt, hoogbouw met onder meer een schoolgebouw.
Oorspronkelijk was de straat voorzien van klinkerbestrating die in de loop der jaren behoorlijk verzakt was. Pas in de loop van de jaren zeventig werd de straat in verschillende fasen geasfalteerd.
Buslijn 21 rijdt al sinds 1956 onafgebroken door de straat.
De straat is bij een raadsbesluit van 11 december 1953 vernoemd naar de rooms-katholieken staatsman Charles Ruijs de Beerenbrouck. Opvallend hierbij is de spelling met een y in plaats van een ij.